# Маяк Пети-Менен
Маяк Пети-Менен (англ. Petit Manan Light) — маяк, расположенный на острове Пети-Менен, округ Вашингтон, штат Мэн, США. Построен в 1817 году. Автоматизирован в 1972 году. Является вторым по высоте  маяком штата Мэн и всей Новой Англии после маяка острова Бун, 34-й по высоте маяк страны.

## История
Средства в размере 8 000$ на строительство маяка на острове Пети-Менен были выделены Конгрессом США 27 апреля 1816 года. Маяк был построен в 1817 году и представлял собой круглую каменную башню высотой 8 метров и каменный дом смотрителя неподалеку. Высота башни была явно недостаточной, более того, через некоторое время в башне появились трещины, да в целом качество работ и материалов оставляло желать лучшего. В 1855 году было выделено 45 000$ на строительство нового маяка. Новая цилиндрическая башня из гранитных блоков высотой чуть более 36 метров стала второй по высоте во штате Мэн и во всей Новой Англии после маяка острова Бун. На ее вершине установили линзы Френеля. Также в 1855 году построили новый дом смотрителя из дерева. В 1875 году построили еще один, более просторный деревянный дом смотрителя, а старый дом 1855 года постройки стал служить домом ассистента смотрителя. Также комплекс зданий включал в себя хозяйственную постройку, помещение для генератора и эллинг.
Маяк был автоматизирован Береговой охраной США в 1972 году. Оригинальные линзы Френеля, использовавшиеся в маяке, хранятся в Музее маяков штата Мэн в Рокленде. В настоящее время маяк работает на солнечной энергии.
В 1987 году он был включен в Национальный реестр исторических мест.
Комплекс зданий является частью Заповедника Пети-Менен и не доступен для посещения. На острове проживает колония тупиков.

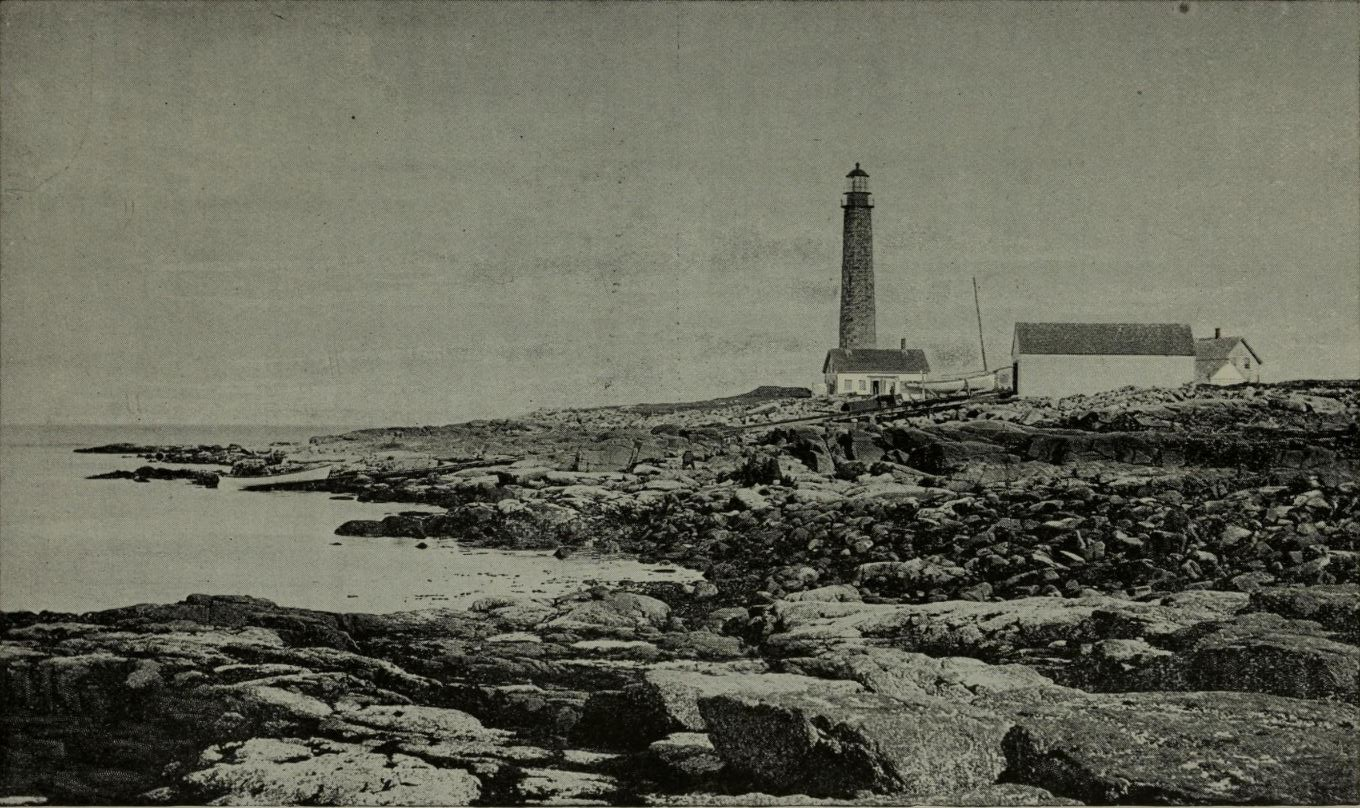
Фотография 1893 года